# Sceptre de Charles V
Le sceptre de Charles V est un objet symbolique, insigne du pouvoir royal en France, utilisé lors de la cérémonie du sacre à partir du XIVe siècle. Autrefois conservé dans le trésor royal de la basilique de Saint-Denis, il est aujourd'hui exposé au musée du Louvre ; c'est l'un des rares objets du sacre qui soient parvenus jusqu'à nous.

## Apparition du sceptre
Il apparaît pour la première fois le jour du sacre de Charles V (19 mai 1364), dans la main droite du nouveau souverain. Ce sceptre d'or, spécialement conçu pour la circonstance, est surmonté d'une statuette, aussi en or, représentant Charlemagne assis sur un trône et coiffé d'une couronne impériale, le tout disposé sur une fleur de lys en trois dimensions.
Le sceptre dit de « Charlemagne » a pour but politique de renforcer l'ascendance carolingienne des Valois. En effet, si Adèle de Champagne, troisième épouse de Louis VII, et mère de Philippe Auguste, ainsi qu'Isabelle de Hainaut, épouse du fils de cette dernière, sont des descendantes de Charles le Chauve, lui-même petit-fils de Charlemagne, les Valois ne sont qu'une branche cadette des Capétiens.
À une vénération liturgique déjà vivace s'ajoute le culte politique de saint Charlemagne (présent dans le thème des Neuf Preux), auprès de qui les premiers Valois cherchent une légitimité, dont Charles V sera l'initiateur, face aux prétentions des Plantagenêts. Charles V et son fils portent le prénom de leur ancêtre mythique, Carolus, qui a donné son nom à la dynastie des Carolingiens à laquelle ces rois veulent rattacher leur lignée. L'accession récente des Valois à la couronne (Philippe VI en 1328) a inauguré une ère nouvelle de l'art au service du pouvoir. Autre aspect de la légitimation de la dynastie des Valois, est l'épée que fera forger Charles, Joyeuse, l'épée mythique de Charlemagne.

## Description

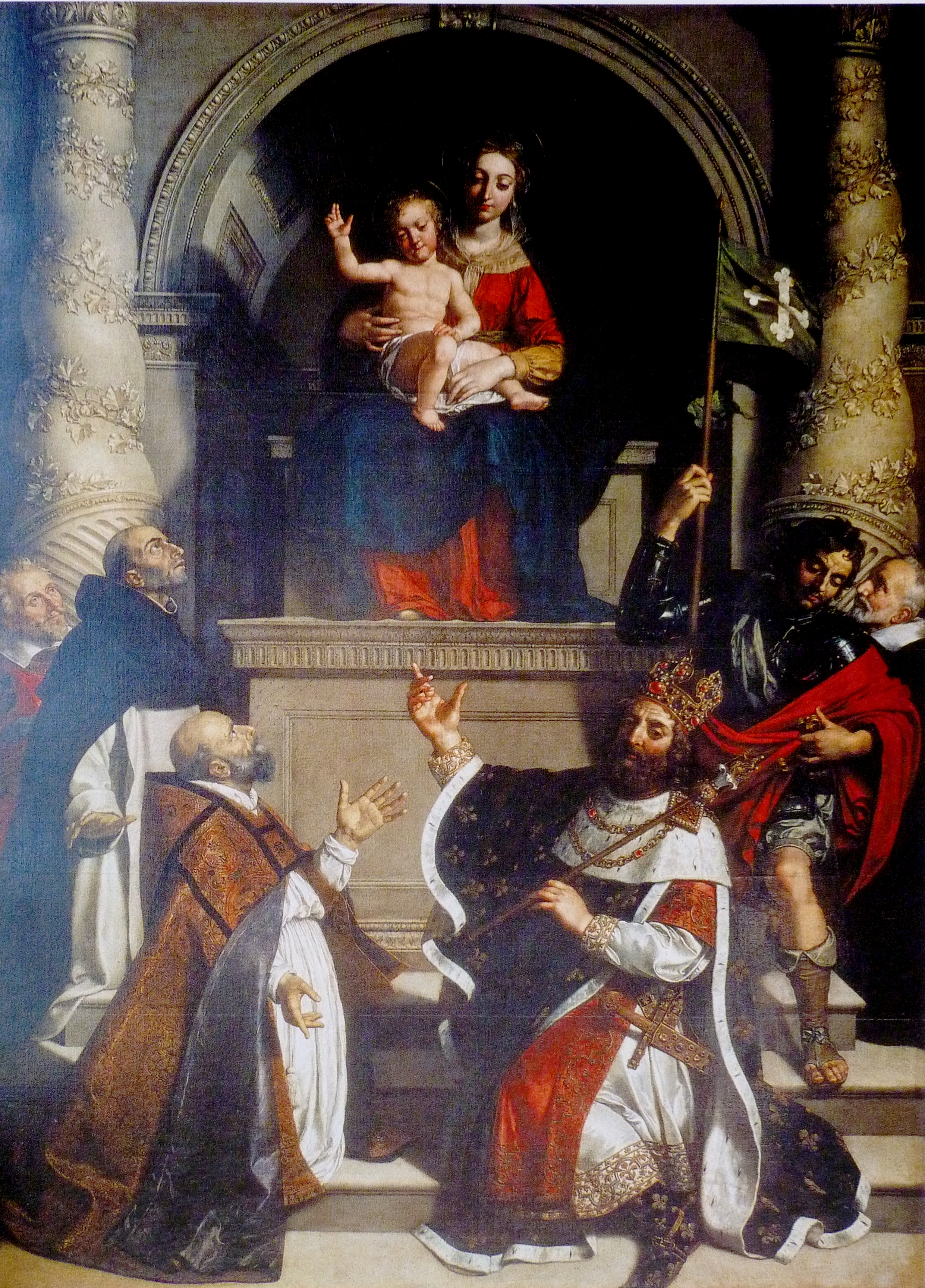
La Madone de Vic, tableau de Frans Pourbus le Jeune (vers 1600), église Saint-Nicolas-des-Champs à Paris. Le roi à droite porte le sceptre, la corole de lys est encore dans son état émaillé blanc.

Le sceptre est constitué de quatre parties superposées assemblées par une tringle, la hampe, le nœud historié, la fleur de lys et la statuette sommitale. Il fait en tout 60 cm. La hampe est décorée, dans sa partie supérieure, de fleurs de lys et de nœuds en rosace gravés.
La boule (nœud) est décorée de trois scènes en repoussé figurant la légende de Charlemagne d'après le Codex Calixtinus. Première scène : saint Jacques apparaissant à Charlemagne, lui présentant l'orbe et l'épée et lui ordonnant d'aller délivrer l'Espagne. Seconde scène : saint Jacques apparaît aux chevaliers en prière, leurs lances ont, pendant la nuit, pris racine et se sont transformées en branchage. Troisième scène : saint Jacques arrache l'âme de Charlemagne à un démon. Ces trois médaillons sont entourés de perles et de pierres serties, autrefois précieuses, remplacées plus tard par des verreries.
Une corole à six pétales, autrefois émaillée de blanc, symbolise un lys qui supporte la statuette. Charlemagne figure assis sur un trône, couronné et tenant à gauche un orbe et à droite un long sceptre, son extrémité brisée et disparue est remplacée par une boule. Sur la base du socle une inscription ajourée en latin court sur les quatre faces : 
| SANTUS [sic] KAROLUS MAGNUS ITALIA ROMA GALIA ET (?) ALIA |

La statuette sommitale représente Charlemagne sur un trône, portant d'une main un globe crucifère, de l'autre un sceptre. Deux aigles et deux lions ornaient à l'origine les accoudoirs du trône, un seul reste d'origine. Une perle surmontait précédemment la couronne impériale de Charlemagne, elle a été remplacée par une croix.
Ce sceptre a subi de nombreuses restaurations et modifications de détails, en 1722, 1775, 1804 et 1825. Les divers recoupements des sources d'époque laissent penser à une fabrication entre 1370 et 1380. On voit un sceptre, dans une forme très approchante, pour la première fois sur une enluminure du livre du sacre de Charles V en 1364. On peut se demander s'il s'agit du sceptre actuel non terminé ou d'un sceptre disparu qui aurait servi de modèle à Charles V pour confectionner celui que nous connaissons, destiné à son fils Charles VI.

## Le sceptre à travers le temps

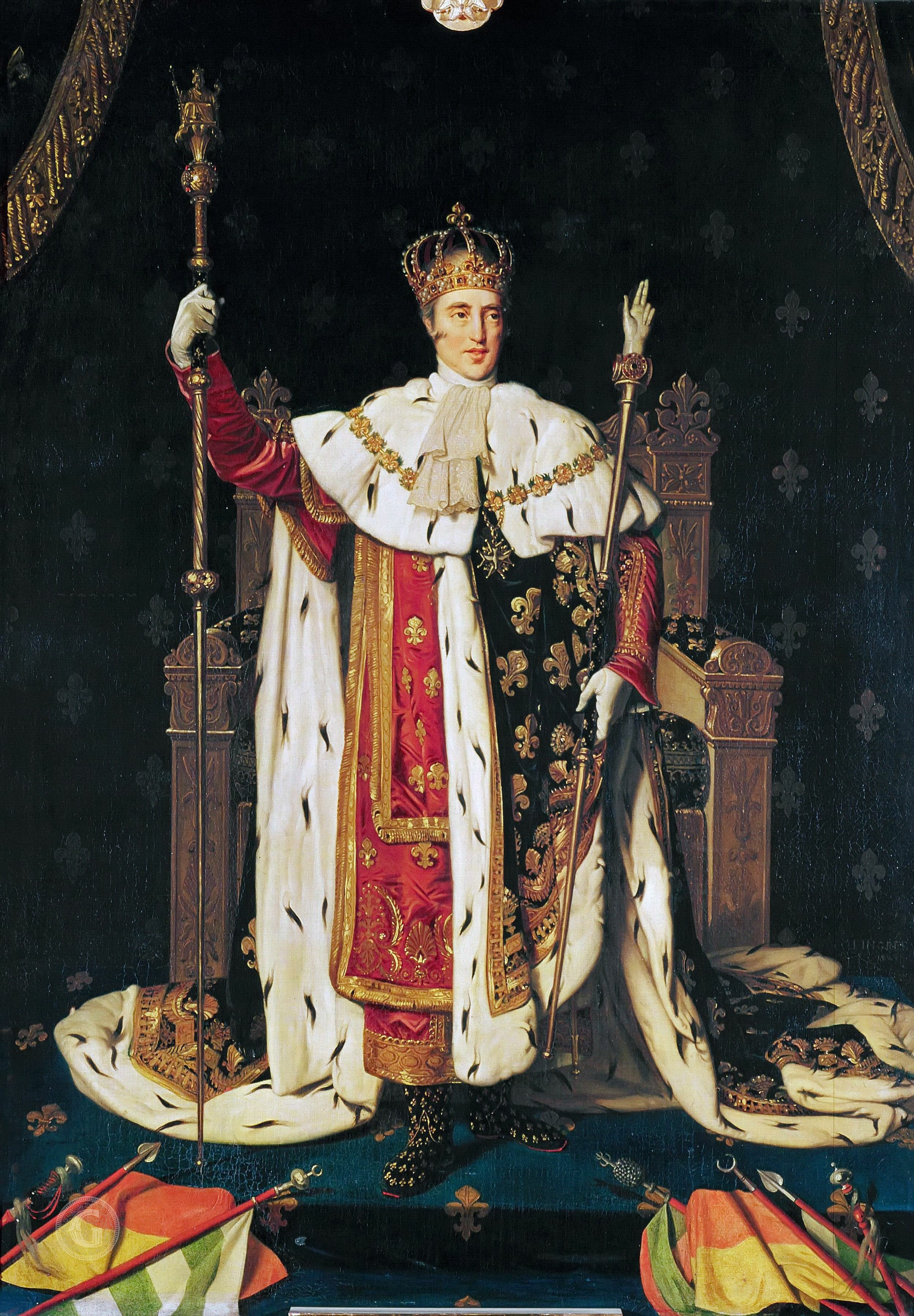
Le sceptre tenu par Charles X de France, vers 1829, version de Napoléon.

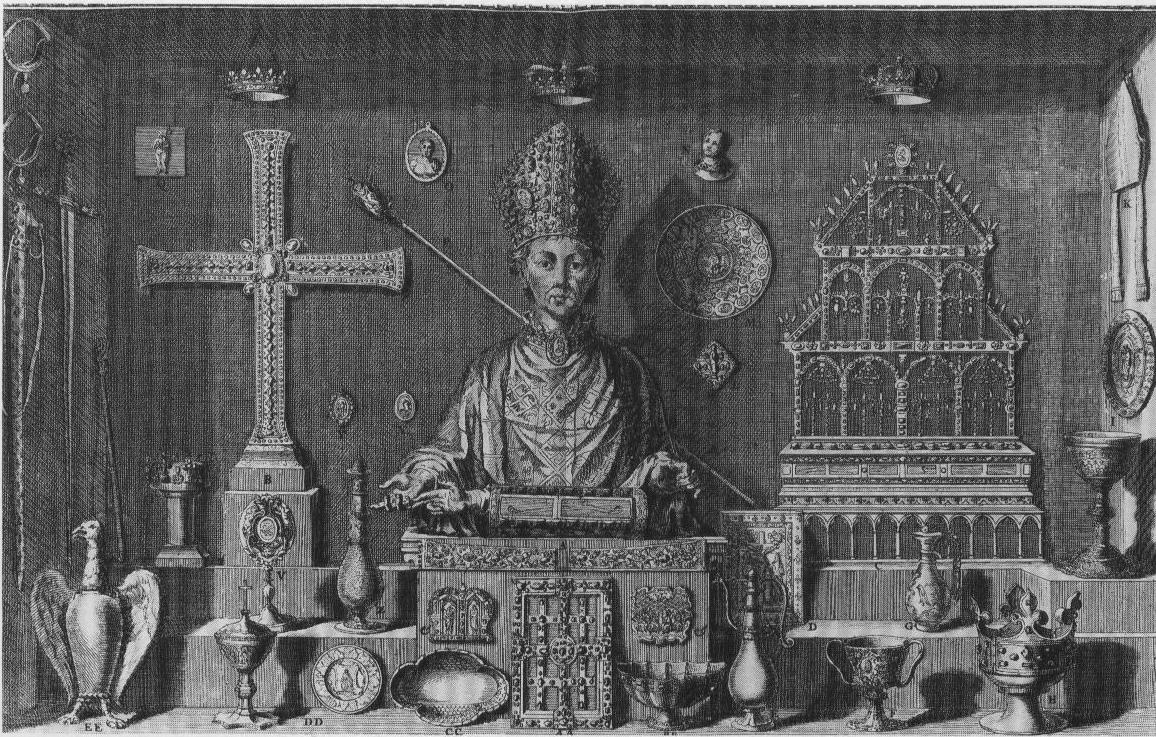
Une des armoires du trésor de Saint-Denis avec le sceptre de Charles V au centre, derrière le reliquaire anthropomorphique (gravure de Dom Félibien, 1706).

Dans l'inventaire de 1380, le sceptre est mentionné parmi les objets préparés par Charles V et confiés à l'abbé de Saint-Denis le 7 mai 1380 en vue du sacre de son fils, le futur Charles VI. Peu de temps avant sa mort, Charles V fera par ailleurs modifier le sceptre, en faisant remplacer le bouquet de feuillage qui surmontait le sceptre à l'origine par un lys d'émail blanc surgissant d'une sphère où figurent des scènes de la vie de Charlemagne. Le sceptre servira ensuite à tous les sacres des rois de France, à l'exception de ceux de Charles VII et Henri IV.
Quand il n'était pas utilisé pour un sacre ou une cérémonie, le sceptre était rangé dans une des armoires du trésor de Saint-Denys. Le Trésor de l'abbaye royale de S. Denis en France (imprimerie J.Chardon) nous indique, dans l'inventaire qu'il dresse du trésor, que le sceptre était rangé dans la quatrième des sept armoires du trésor.
Napoléon l'utilisera lors de son propre sacre en le faisant figurer dans « les honneurs de Charlemagne ». Il le fait alors remonter en version longue avec des parties du bâton du chantre Guillaume de Roquémont. C’est présent dans les armoiries des premier et Second Empire.
Charles X sera le dernier roi de France à le brandir lors de son sacre en 1825.
Le sceptre se trouve aujourd'hui au musée du Louvre, à Paris.